# نجات در رودخانه
نجات در رودخانه (به فرانسوی: Sauvetage en rivière) فیلمی صامت و کوتاه در فرمت سیاه‌و‌سفید به کارگردانی ژرژ ملی‌یس و محصول سینمای فرانسه در سال ۱۸۹۶ میلادی است. نجات در رودخانه در ۲ قسمت با نام‌های ۲۲ و ۲۳ توسط استار فیلم کمپانی منتشر گردید.
این فیلم هم‌اکنون، یک فیلم گمشده است.